# Aneuria sexpunctata
Aneuria sexpunctata är en tvåvingeart som beskrevs av Malloch 1930. Aneuria sexpunctata ingår i släktet Aneuria och familjen myllflugor. Inga underarter finns listade i Catalogue of Life.